# Охранно-дымовые системы
Охранно-дымовые системы — оборудование, генерирующее при срабатывании большое количество специального золя (дыма или тумана) с целью дезориентации злоумышленника и быстрого скрытия объектов из видимости для обеспечения их безопасности. Охранно-дымовые системы относятся к техническим средствам активного противодействия проникновению, а именно к системам задымления.

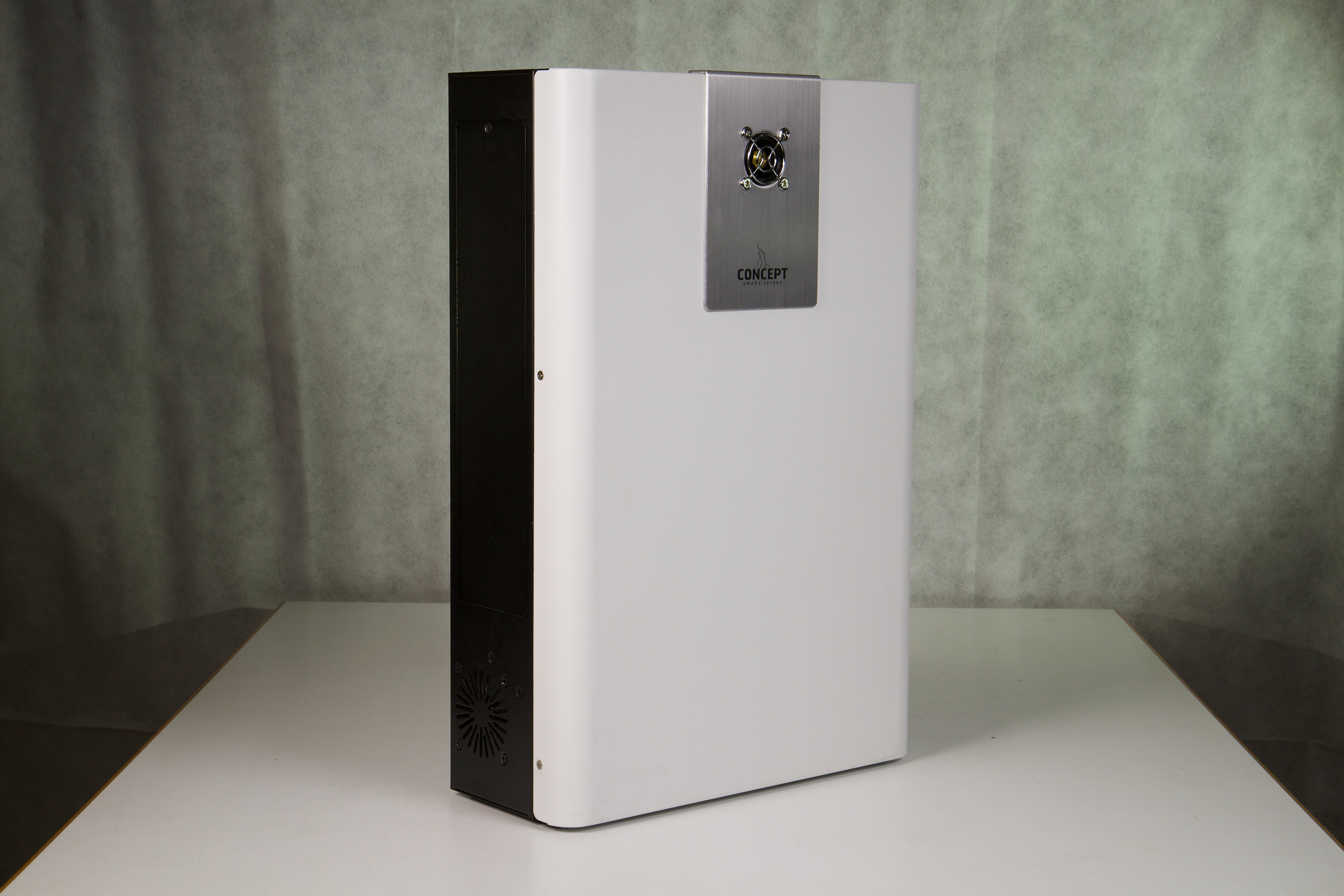
Охранно-дымовой генератор Sentinel S 70

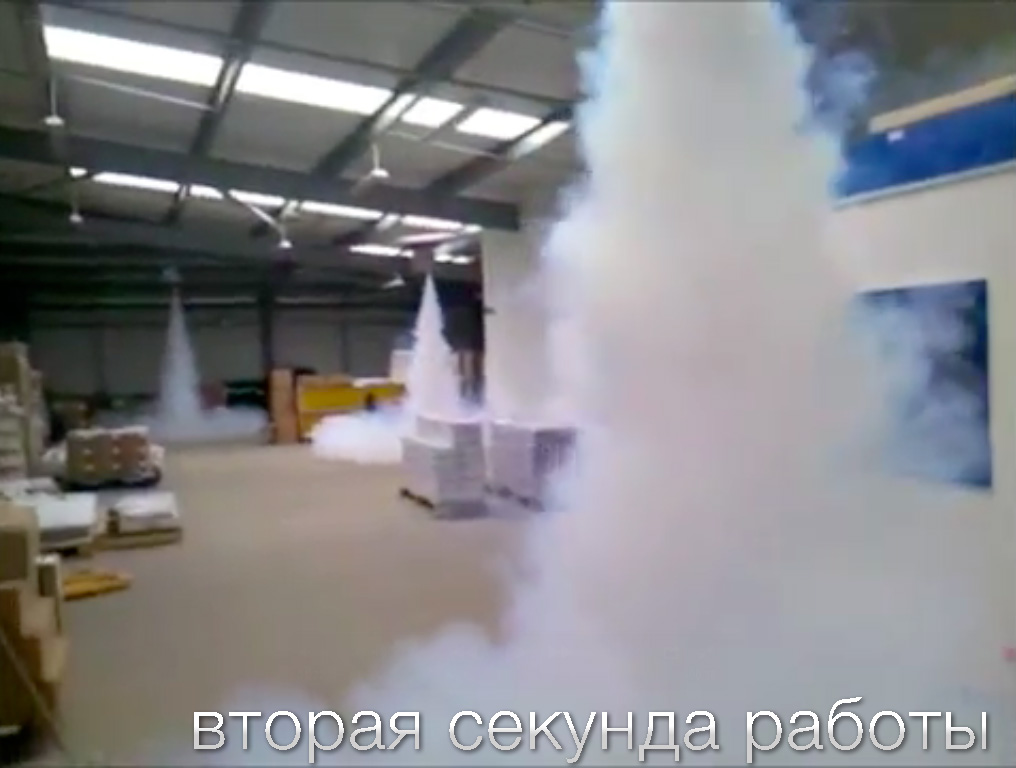
2-я секунда после активации охранно-дымовой системы Concept Smoke Screen

Используемый аэрозоль (иногда называется «охранным туманом», «дымовой завесой», «активной системой безопасности» или «туманом безопасности») — дисперсная система, состоящая из взвешенных в газовой среде (дисперсной среде), обычно в воздухе, мелких частиц (дисперсной фазы). Аэрозоли, дисперсная фаза которых состоит из капелек жидкости, называются туманами, а в случае твёрдых частиц, если они не выпадают осадок, говорят о дымах (свободнодисперсных аэрозолях). В настоящее время охранно-дымовые генераторы в качестве основных компонентов используют гликоль или глицерин (знакомый нам, как пищевая добавка Е422. Которую используют в том числе и для производства детских микстур от кашля), смешанные с подготовленной водой для образования плотного белого тумана, который создает видимость близкую к нулевой и представляет собой конфронтационный барьер для злоумышленников.
До настоящего момента эта концепция считается стопроцентно успешной.

## Принцип работы
Охранная дымовая система используется для защиты от воров, грабителей, нападающих и других злоумышленников — в случае срабатывания она быстро задымляет пространство густым, плотным, непроницаемым дымом или туманом.
При неожиданном и быстром выводе объектов нападения из видимости, как правило, наступает сильная дезориентация, волнение и дискомфорт. Злоумышленники меняют свои намерения, сосредотачивая внимание на том, чтобы скорее покинуть место, в котором визуально невозможно контролировать происходящее.
Охранно-дымовые системы являются единственным решением в области защиты и  безопасности, которое способно обеспечить активное противодействие злоумышленнику(-ам) практически мгновенно, после срабатывания системы и до приезда группы оперативного реагирования(полиции).
Важно отметить, что у каждого производителя индивидуальный состав основных компонентов, а также индивидуальные подогревные блоки — по этой причине и свойства производимого тумана устройствами разных производителей всегда различаются, в том числе своей безопасностью для чувствительных окружающих предметов и некоторыми другими важными для охранной функции свойствами.
Для усиления эффекта противодействия злоумышленникам, производители предлагают дополнительные приборы. В их число входят генераторы белого шума (очень громкий звук до 127Дб, вызывающий у человека ощущения наподобие морской болезни) и мощные ксеноновые стробоскопические источники света. В случае использования дополнительных стробоскопических источников света, для получения большего эффекта достаточно меньшего объёма дыма.

## История возникновения охранного дыма и тумана

### Традиционные охранные системы
Рынок охранно-дымовых систем, использующегося в качестве средства предотвращения краж и хищений, появился в результате возросшей способности воров обойти существующие системы безопасности, часто путём усовершенствования средств, использующихся для взлома.
После срабатывания охранной сигнализации полиции или охране требуется время, чтобы отреагировать на вызов и прибыть на место преступления, а это значит, что преступник имеет некоторый промежуток времени, в течение которого он способен войти в помещение и совершить кражу.
Охранно-дымовые системы, разработанные в качестве альтернативного метода обеспечения безопасности, направлен не на то, чтобы препятствовать вторжению, а на то, чтобы предотвратить потери, если вор всё же проникнет в помещение.

### Первые системы задымления
Первые системы задымления для образования дыма использовали пиропатроны. Дым, получавшийся в результате горения пиропатронов, после оседания его частичек на поверхности требовал тщательной уборки помещений и оставлял трудноустранимый запах.
Первая в мире система задымления, использующая туман вместо дыма, была разработана, сконструирована и установлена компанией Smoke Screen (англ. «Concept Engineering LTD») в 1974 году для охраны золотых слитков в специальных хранилищах. В 1993 году «Concept Smoke Screen» запустила линейку дымовых завес, первые коммерческие охранно-дымовые системы, разработанные и сконструированные в соответствии с ISO 9000.
Изначально охранно-дымовые системы предназначались исключительно для снижения ущерба, наносимого при кражах, однако с развитием технологии (в определенной мере обусловленным и ростом спроса) сфера применения этих систем была расширена. Эти системы могут применяться и для создания препятствий вооружённому и иному насильственному вторжению на охраняемый объект. В этом случае персонал, находящийся на объекте, имеет возможность принудительного запуска охранной дымовой системы путём нажатия на тревожную кнопку.

## Состав и свойства дыма
Дымовой эффект достигается за счет специальной жидкости, испаряемой при строго выдерживаемой в нагревательном блоке температуре, обычно это гликоль или глицерин, смешанный с подготовленной водой, которая затем конденсируется в свободном воздухе, превращаясь в стойкий, мельчайший аэрозоль, создавая эффект дыма.
Диаметр образуемых частиц дыма в среднем у разных производителей составляет от 0,2 до 3 микрон.
Чем меньше размер частиц, тем это более «сухой» дым и он будет оседать медленнее (следовательно, будет оказывать продолжительный эффект и не улетучиваться). При том же объеме производится будет более густой и плотный дым, это также означает то, что при самом минимальном размере частиц появление осадков, загрязнений и нанесение какого-либо ущерба имуществу там где установлены генераторы дыма - исключено. Такой дым рассеивается бесследно.
Помимо размера частиц, важным параметром является то, что при недостаточно точном соблюдении технологии, если смесь недостаточно подогреть, или если в смеси производителя достаточно много воды в составе изначально, получается так называемый «мокрый дым» (англ. wet smoke), который выпадает в виде конденсата на поверхность аппаратуры и чувствительных предметов, что приводит к их постепенным повреждениям. Если же жидкость в термоэлементе перегреется, то она просто-напросто сгорит, а также становится способна оставлять осадок.
Одинаково важна способность охранного дымового генератора, как интенсивно вырабатывать непрерывный поток дыма, так и давать более мощный первый, быстрый выброс дыма.
Предположим, если бы подготовленные грабители решили открыть окна и подождать пока рассеется дым, то генератор, который умеет давать только первый сильный короткий импульс, не смог бы опять выпустить струю дыма и защитить имущество. Но при открытом окне дым рассеивается через 90 минут, а при сквозняке через 40-60 минут. За это время полиция уже арестует этих грабителей.
Дым не имеет резкого запаха, бесцветен (напоминает густой туман), не раздражает слизистые и признан гипоаллергенным и безопасным для человека.
Простые на первый взгляд, механизмы генерации охранного дыма от мировых производителей имеют огромное количество важных нюансов. Достаточно сложный и высокотехнологичный нагревательный блок, потребляющий много энергии и требующий очень высокой точности в производстве.

## Применение
Охранные дымовые системы используются на многих предприятиях, включая банки, ювелирные магазины, зоны банковского обслуживания 24 часа, служебные помещения, передвижные точки продаж, торговые или выставочные площади, склады, лаборатории, а также в частных домах, квартирах, гаражах или коттеджах. Часто предприятия начинают применять охранно-дымовые системы, когда традиционные методы обеспечения безопасности (ЧОП, сигнализация и другие) не справляются со своей задачей - предотвратить повторные проникновение и потерю имущества.
Было подсчитано, что в Великобритании количество грабежей банков за последнее десятилетие (с 1992 года по 2011 год) сократилось на 90% (с 847 до 66 грабежей).

### Защита ценного имущества
Охранно-дымовые системы успешно используются для защиты ценного имущества от внезапной кражи, особенно в тех местах, где возможно нанесение наибольшего ущерба за минимальное время: витрины с особенно ценными товарами, кассовые зоны, выставки дорогих образцов, предметов культуры и искусства.
Крупные розничные магазины и международные компании, например, Aurum Holdings — владелец Mappin & Webb , Goldsmiths , Watches of Switzerland, второй по размеру финансовый конгломерат в мире HSBC Holdings, крупная розничная сеть Tesco, европейская сеть аптек Boots , монетный двор Англии (англ. The Royal Mint ), крупнейшая в Центральной Европе австрийская нефтяная компания OMV, европейская сеть казино Gala Bingo  — установили охранно-дымовые системы и наблюдают резкое снижение потерь от проникновений и дневных налётов.
Также существуют специальные охранно-дымовые системы, работающие от питания 12 вольт или 24 вольт, и мобильные установки с собственным аккумулятором, GSM модулем, встроенными датчиками и пультом дистанционного управления (англ. Rapid Deploy), применяемые для мобильной и быстрой защиты, а также для защиты объектов, где отсутствует источник постоянного питания или в автотранспорте, грузовых отсеках автомобилей, при перевозке ценных предметов.

### Защита людей
Быстрый выброс дымовой массы имеет двойное назначение:
1. Отделить персонал от нападающих визуальной преградой. При выводе жертв нападения из видимости нападающих последние зачастую меняют свои намерения.
2. Активно препятствовать действиям нападающих с целью принудить их покинуть объект.[1]

Всё новые сообщения о убийствах в американских школах заставили власти США серьёзно задуматься о мерах по ограничению ношения оружия. Президент компании «Concept Smoke Screen» Эрик Хоу предложил решение: «Если установить нашу систему в каждом школьном кабинете и выдать учителям специальные брелоки — в случае опасности учитель просто отводит детей в безопасное место, нажимает на кнопку, и за секунды класс наполняется густым непроглядным дымом».
Испытания предложения при отработке сценариев вооруженных нападений показали блестящие результаты.
В частности, было установлено следующее:
- дым обеспечивает совершенно непрозрачную среду в помещении;
- дым полностью дезориентирует стрелка, не позволяя ему даже прицеливаться из оружия;
- система подачи дыма может быть настроена таким образом, чтобы вытеснить нарушителя в общий коридор, где легче осуществить его задержание;
- генерируемый «дым» на расстоянии выглядит, как дым от пожара и поэтому может привлечь внимание окружающих, которые могут вызвать пожарных или спасателей.

### Банкоматы и инкассаторская деятельность
Охранные дымовые генераторы успешно используют для защиты персонала и наличных средств во время доставки и сбора денег. Переносной охранный дымовой генератор (англ. Rapid Deploy) выиграл в номинации «Лучшее новое устройство» (англ. «Best New Physical Product») на выставке IFSEC  в 2009 году, обеспечивая инкассаторов защитой высокого уровня от повышенного риска во время доставки наличных средств.

## Стандартизация и сертификация
В своё время некоторые страны самостоятельно разработали свои стандарты для устройств, испускающих «туман безопасности». В их числе — Франция, Германия, Нидерланды, Бельгия и Великобритания. Некоторые из этих документов основаны на британском стандарте BS7939:1999 «Дымовые устройства безопасности — нормы и правила для производства, инсталляции и технической поддержки».
«Правильно установленный прибор должен быть интегрирован с существующей системой охранной сигнализации, — поясняет Поль Дардс, управляющий директор компании MSS Professional. — Нормативами, которые охватывают, в том числе, и сферу охранной сигнализации, например стандартом EN 50131, задаются разные классы безопасности и разные степени интегрированности систем. Поэтому, если вы собираетесь интегрировать с охранной сигнализацией другую технологию, она должна соответствовать этим требованиям. Коль скоро мы полагаемся на систему охранной сигнализации в том, что она включит наш генератор дыма, то это нонсенс — не распространять на этот генератор нормативы. Кроме того, такие нормативы должны предусматривать изменения в практике использования „охранно-дымовой системы“. Пример подобного изменения — когда мы от использования дыма там, где нет людей, скажем, в помещениях, взятых на ночь под охрану, переходим к защите от бандитских нападений в дневное время».
В 2005 году британская ассоциация индустрии безопасности (англ. British Security Industry Association) обратилась в Европейский комитет по стандартизации в области электротехники (фр. Comité Européen de Normalisation Électrotechnique). Комитет попросили изучить возможность выработки нового стандарта.
В мае 2005 года была проведена презентация на заседании Европейского комитета по стандартизации в области электротехники TC79 в Стокгольме, на которой была обоснована необходимость сформировать рабочую группу для выработки требований к «охранно-дымовым системам безопасности». Комитет решил сформировать такую рабочую группу и назвал её WG10. Перед ней поставили задачу: разработать новый раздел стандарта EN50131, именуемый «Системы охранной сигнализации — системы обнаружения вторжений и ограблений — часть 8: охранно-дымовые системы безопасности». Национальным комитетам послали приглашения, и те направили в состав группы WG10 своих экспертов. Через некоторое время стандарт был создан. Он определяет требования, предъявляемые к охранно-дымовым устройствам. В вопросах безопасности оборудования и защиты окружающей среды новый стандарт соответствует существующим стандартам, на которые ссылается документ EN50131. Кроме того, он определяет конструкцию, производительность и условия работы таких устройств, а также указывает, какие тесты и проверки необходимо будет проводить для подтверждения их эффективности и надёжности.
В конце 2008 года окончательный вариант проекта стандарта был направлен в национальные комитеты для утверждения. В результате все 28 стран проголосовали за принятие стандарта, ни одна страна не отвергла его. Автоматическим итогом такого голосования является принятие стандарта всеми странами — членами комитета.
На данный момент Европейский комитет по стандартизации в области электротехники состоит из национальных электротехнических комитетов 33 европейских стран. Еще 13 национальных комитетов из восточноевропейских, балканских и североафриканских стран имеют в нем аффилированный статус.

## Награды
Охранно-дымовые системы уже достаточно долго присутствуют на крупных международных и Европейских выставках по безопасности и получают определенные награды и рекомендации. Известны следующие награды, присвоенные таким системам международной выставкой IFSEC:
- В 2005 году присвоена компании «Concept Smoke Screen» награда «Most innovative UK Security project/installation» — Самого инновационного проекта Великобритании по обеспечению безопасности.
- Награду «Best New Physical Product» (Лучшее новое устройство) в 2007 году получил переносной охранный дымовой генератор (англ. Rapid Deploy).
- Награду «Physical Security Product of the Year» (Продукт года по Обеспечению Безопасности) получил продукт Guardian Smoke Screen в 2009 году.

Решение от компании Concept Smoke Screen встраивать их охранно-дымовые генераторы прямо в торговые полки было удостоено награды «Loss Prevention Solution of the Year» (Решение года — предотвращение потерь) в 2010 году на Неделе Технологий, организованной BT Retail.

### Поддержка охранных организаций
Ассоциация руководителей полицейских служб (ACPO) одобряет использование охранных дымовых устройств, а сертификационная схема инициативы ACPO поддерживает определённых производителей охранных дымовых систем. Многие английские и европейские страховые компании также рекомендуют использовать охранный дым в качестве одобренного метода по сокращению потерь и отпугивания воров.

## Соображения безопасности
Прежде всего, беспокойство вызывает то, что созданный туман может загрязнить помещения, имущество или личные вещи, либо нанести вред здоровью.
Многочисленные независимые тесты различных европейских токсикоголических компаний (к примеру независимой лаборатории Eurofins  — крупнейшей европейской лаборатории, тестирующей медицинские препараты, а также лаборатория Molecular Profile Services Архивная копия от 10 марта 2013 на Wayback Machine) показывают, что правильно установленные, должным образом эксплуатируемые охранно-дымовые системы определенных производителей безопасны для здоровья и не оставляют загрязнений. Некоторые производители указывают на отсутствие осадка только в случае проветривания помещения в течение 40 минут.
Единственный из производителей охранно-дымовых систем «Concept Smoke Screen» гарантирует полное отсутствие осадка после использования их охранно-дымовой системы, без необходимости проветривания, застраховав свою ответственность перед покупателями на 10 млн английских фунтов стерлингов.
Известно, что их охранно-дымовыми генераторами оборудованы такие сверхчувствительные объекты как хранилища для генетического материала в UK biobank, а также лаборатории компании Molecular Profile Services Архивная копия от 10 марта 2013 на Wayback Machine, проводящей атомно-силовую микроскопию (англ. Atomic Force Microscopy).
Вторым главным беспокойством является взаимодействие с пожарной сигнализацией, в частности дымовыми пожарными датчиками.
В 2007 году была опубликована американская статья, в которой Ассоциация руководителей противопожарных служб IAFC описывает существовавшие на то время проблемы противопожарных служб, в корне своем связанные с отсутствием стандартизации взаимодействия пожарных и дымовых охранных систем. В конце 2008 года Европейский комитет по стандартизации в области электротехники единогласно принял стандарт EN50131-8 регламентирующий нормы и правила для производства, инсталляции и технической поддержки охранно-дымовых систем, ни одна страна из 28 участников комитета не отвергла его. А с начала 2013 года множество американских школ установили охранно-дымовые системы для борьбы с актуальными на тот момент повторяющимися случаями стрельбы в школах.
Также существуют опасения, что конфронтационная природа дыма может заставить злоумышленников запаниковать и поставить персонал под удар.
Чтобы свести этот риск к минимуму, установщики очень ответственно подходят к выбору места установки дымовых генераторов. Сегодня для охранного дыма существует свой собственный европейский стандарт EN50131-8, в котором определяется то, что этот дым не следует использовать для создания ловушки, а также современные охранно-дымовые генераторы комплектуются предупреждающей наклейкой-знаком, информирующим о том, что данный объект защищен охранно-дымовой системой. Наклейку необходимо размещать на входной двери для информирования посетителей.
На сегодняшний день не известно ни одного сообщения или жалобы о любом неблагоприятном эффекте на людей, возникшем при использовании дыма крупнейших международных производителей охранно-дымовых систем.